# 短趾百灵属
短趾百灵属（学名：Calandrella），是百灵科的一属。
属下物种有：
- 大短趾百灵
- 布氏百灵
- 红顶短趾百灵
- 细嘴短趾百灵
- 小短趾百灵
- 短趾百灵
- 恒河沙百灵
- 棕短趾百灵